# Попов, Артём Игоревич
Артём И́горевич Попо́в (род. 30 августа 1992, Липецк) — российский футболист, полузащитник тульского «Арсенала».

## Карьера

### Клубная
Воспитанник липецкого «Металлурга». Затем перебрался в Москву, где стал выступать за ЦСКА.
В 2010 году Попов дебютировал в молодёжном первенстве России, в котором принял участие в 23 матчах и забил один гол. В 2011 стал привлекаться в основную команду. В Премьер-лиге дебютировал 24 сентября 2011 года, в матче 25-го тура против нижегородской «Волги», выйдя на замену на 89-й минуте вместо Секу Олисе.
23 января 2013 года отдан в аренду в «Локомотив-2». В сезоне 2012/13 принял участие в 9 матчах команды и отметился одним голом. В июне 2013 года подписал с «Локомотивом-2» постоянный контракт.
В начале 2014 года перешёл в «Зенит» и начал выступать за вторую команду петербургского клуба. В сезоне 2014/15 в составе команды завоевал серебряные медали зоны «Запад» второго дивизиона, что позволило команде выйти в ФНЛ. В сезоне 2015/16 сыграл в 36 матчах команды в первенстве ФНЛ и забил шесть голов.
29 июня 2016 года подписал контракт на 3 года с клубом «Томь». Дебютировал в составе томского клуба 1 августа 2016 года, выйдя на замену Петру Тену в матче с «Краснодаром». В июне 2017 года стало известно, что из-за оставшихся задолженностей по зарплате футболист расторг контракт с «Томью». В конце августа перешёл в «Оренбург», в составе которого провёл 20 матчей и забил 1 гол.
6 августа 2018 года пополнил состав «Ротора». В сезоне 2018/19 провёл 32 матча за волгоградскую команду и забил 2 мяча. В сезоне 2019/20, который досрочно завершили из-за пандемии COVID-19, «Ротор» обеспечил себе выход в РПЛ.
8 июля 2020 стал игроком «Нижнего Новгорода». За один сезон, проведённый в клубе принял участие в 36 матчах и забил 5 голов и был одним из лидеров команды. В этом сезоне «Нижний Новгород» стал бронзовым призёром ФНЛ и получил путёвку в РПЛ.
18 июня 2021 года подписал контракт с «Балтикой». Дебют состоялся 10 июля 2021 года в матче против «Факела» (3:3).
31 мая 2022 года подписал двухлетний контракт с казанским «Рубином».
4 июля 2023 года стал игроком тульского «Арсенала».

### В сборной
До 2011 года выступал за юношеские сборные России до 16, до 17 и до 19 лет. За последнюю сыграл 2 товарищеских матча в 2011 году: с Чехией и Нидерландами.

## Достижения
ЦСКА
- Бронзовый призёр чемпионата России: 2011/12

## Статистика
| Клуб            | Сезон   | Чемпионат | Чемпионат | Кубок | Кубок | Всего | Всего |
| Клуб            | Сезон   | Игры      | Голы      | Игры  | Голы  | Игры  | Голы  |
| --------------- | ------- | --------- | --------- | ----- | ----- | ----- | ----- |
| ЦСКА            | 2011/12 | 1         | 0         | -     | -     | 1     | 0     |
| ЦСКА            | Итого   | 1         | 0         | -     | -     | 1     | 0     |
| Локомотив-2     | 2012/13 | 9         | 1         | -     | -     | 9     | 1     |
| Локомотив-2     | 2013/14 | 21        | 5         | 1     | 0     | 22    | 5     |
| Локомотив-2     | Итого   | 30        | 6         | 1     | 0     | 31    | 6     |
| Зенит-2         | 2013/14 | 10        | 1         | -     | -     | 10    | 1     |
| Зенит-2         | 2014/15 | 27        | 5         | -     | -     | 27    | 5     |
| Зенит-2         | 2015/16 | 36        | 6         | -     | -     | 36    | 6     |
| Зенит-2         | Итого   | 73        | 12        | -     | -     | 73    | 12    |
| Томь            | 2016/17 | 25        | 0         | 1     | 0     | 26    | 0     |
| Томь            | Итого   | 25        | 0         | 1     | 0     | 26    | 0     |
| Оренбург        | 2017/18 | 20        | 1         | -     | -     | 20    | 1     |
| Оренбург        | Итого   | 20        | 1         | -     | -     | 20    | 1     |
| Ротор           | 2018/19 | 32        | 2         | 1     | 0     | 33    | 2     |
| Ротор           | 2019/20 | 20        | 0         | 1     | 0     | 21    | 0     |
| Ротор           | Итого   | 52        | 2         | 2     | 0     | 54    | 2     |
| Нижний Новгород | 2020/21 | 36        | 5         | 3     | 1     | 39    | 6     |
| Нижний Новгород | Итого   | 36        | 5         | 3     | 1     | 39    | 6     |
| Балтика         | 2021/22 | 37        | 2         | 4     | 1     | 41    | 3     |
| Балтика         | Итого   | 37        | 2         | 4     | 1     | 41    | 3     |
| Рубин           | 2022/23 | 17        | 0         | 1     | 0     | 18    | 0     |
| Рубин           | Итого   | 17        | 0         | 1     | 0     | 18    | 0     |
| Всего           | Всего   | 291       | 28        | 12    | 2     | 303   | 30    |